# Sport Lisboa e Olivais
O Sport Lisboa e Olivais é um clube português, localizado na cidade de Lisboa, mais precisamente na freguesia dos Olivais, sendo o clube mais representativo desta. Foi fundado em 20 de setembro de 1934 e tem como objetivo social fomentar o desenvolvimento desportivo e recreativo dos seus atletas.
A sua primeira sede localizou-se na Praça da Viscondessa nos Olivais Velho, até 1963, numa casa cedida pela Câmara Municipal de Lisboa.
Actualmente a sua sede localiza-se no seu Complexo Desportivo, na Rua Almada Negreiros – Campo Branca Lucas.
São conhecidos também pela alcunha de "Os Caveiras" devido ao seu Complexo Desportivo se situar em frente ao Cemitério dos Olivais. Enverga no seu equipamento principal as cores predominantes vermelha e branca e é a filial n.º 23 do Sport Lisboa e Benfica.
Condecorado com a Medalha de Mérito Desportivo pelos bons serviços prestados à sociedade, o Sport Lisboa e Olivais movimenta nas suas atividades perto de 700 atletas desde as escolinhas até aos seniores.

## Futebol
Treinadores
| Treinadores Principais do Sport Lisboa e Olivais | Épocas ao serviço do Clube | Títulos conquistados |
| ------------------------------------------------ | -------------------------- | -------------------- |
| Tomás "Tito" Cobas                               | 2017/2018 - 2018/2019 (2)  |                      |
| Pedro Cruz                                       | 2014/2015 - 2016/2017 (3)  |                      |
| Nuno Lopes                                       | 2013/2014 (1)              |                      |
| Nando Machado                                    | 2011/2012 - 2012/2013 (2)  |                      |
| António Oliveira                                 | 2010/2011 (1)              |                      |
| José Carlos                                      | 2008/2009 - 2009/2010      |                      |
| Rui Lopes                                        | 2005/2006 (1)              |                      |
| Jaime da Silva Graça                             | 1997/1998 (1)              |                      |

## História
O Sport Lisboa e Olivais conta no seu palmarés de Futebol de 11 com os títulos de Campeão da 3.ª Divisão da Associação de Futebol de Lisboa nas épocas de 1941/1942 e 1946/1947, da 1.ª Divisão da Associação de Futebol de Lisboa nas épocas de 1958/1959 e 1962/1963, da Taça de Honra da 3.ª Divisão da Associação de Futebol de Lisboa nas épocas de 1983/1984 e 1988/1989 e da 1.ª Divisão de Honra da Associação de Futebol de Lisboa na época 1995/1996.
O Sport Lisboa e Olivais tem 18 presenças consecutivas na Terceira Divisão Nacional (record nacional).
Na época atual de 2019/2020, disputa a 3.ª Divisão da Associação de Futebol de Lisboa.

## Futsal
Em futsal, o Sport Lisboa e Olivais conta no seu palmarés com os títulos de vencedor da Taça de Portugal de Futsal na época 2003/2004, vencedor da Série B da 2.ª Divisão Nacional na época 2002/2003, sendo vice-campeão nacional da 2.ª Divisão Nacional e ainda com o título de vencedor da Série C da 3.ª Divisão Nacional na época de 2000/2001, sendo igualmente vice-campeão nacional da 3.ª Divisão Nacional.
Na época 2014/2015 disputou a Liga SportZone (Campeonato Nacional da 1.ª Divisão) mas no fim da época a equipa acabou por ter que desistir do campeonato por falta de verbas. A equipa disputava os seus jogos em casa no Pavilhão Municipal do Casal Vistoso que se situa no Areeiro em Lisboa.
O Sport Lisboa e Olivais atualmente encontra-se em competição nas seguintes modalidades: futebol 11 e 7, futsal, boxe, kick boxing e na época de 2014/15 reapareceu o andebol de formação.
Atualmente o Sport Lisboa e Olivais é composto por uma direção onde o seu atual presidente é Chaparro, um antigo jogador e capitão da equipa sénior, sendo o vice-presidente do futebol Jorge Gonçalves Carrajola. 

## Palmarés

### Futebol
11 títulos conquistados.
- Campeão 3.ª Divisão A.F. Lisboa: 1941/1942 e 1946/1947
- Campeão 1.ª Divisão A.F. Lisboa: 1958/1959 e 1962/1963
- Taça de Honra 3.ª Divisão A.F. Lisboa: 1983/1984 e 1988/1989
- 1.ª Divisão de Honra A.F. Lisboa: 1995/1996